# Tanon-Straße
Die Tanon-Straße (auch Tañon-Straße) ist eine Meeresstraße im philippinischen Archipel und verbindet die Visayas-See im Nordosten mit der Boholsee im Südwesten. 

## Geographie
Die Tanon-Straße trennt die im Westen liegende Insel Negros von der im Südosten liegenden Insel Cebu. Sie deckt eine Fläche von 3.995 km² ab und hat eine Küstenlänge von 452,7 km. In der Meeresstraße liegen nur wenige Inseln, wie die Insel Sipaway, und ihre größte Tiefe liegt 509 Metern unterhalb des Meeresspiegels. Die Küsten beider Inseln sind relativ geradlinig, ohne größere Meeresbuchten, wie der Bais-Bucht, die sich tiefer in der Landmasse einschneiden. Die Straße ist ca. 280 km lang, an ihrem südlichen Ende ist sie über 8 km, an ihrem nördlichen Ende 40 km breit. Die südliche Grenze der Tanon-Straße zur Straße von Cebu stellt die Meerenge zwischen den beiden Orten Dumaguete City und Santander dar. Die nördliche Grenze bildet die Linie San Remigio zu Sagay City.

## Ökologie

Karte mit der Tanon-Straße im Nordwesten der Boholsee

Die Tanon-Straße ist ein wichtiges Meeresschutzgebiet für Wale, Walhaie und Delfine. Die Meeresstraße ist eine wichtige Passage der Walhaie auf ihrem Weg zur Bucht von Tayabas und den Golf von Ragay. In der Meeresstraße leben die seltenen Meeressäuger, wie der Kleine Pottwal (Kogia simus) und der Breitschnabeldelfin (Peponocephala electra). Das Meeresschutzgebiet wird als Tanon Strait Protected Landscape/Seascape bezeichnet und dehnt sich bis zur Insel Bantayan aus. Der Nautilus soll in den Gewässern noch vorkommen. Durch die sehr geradlinige Küste der Tanon-Straße bedecken nur 6,5 km² Mangrovenwälder den Küstensaum, die größte Fläche befindet sich in der Bais-Bucht und steht als Talabong Mangrove Reserve unter Naturschutz. Korallenriffe belegen eine Fläche von 188,2 km² in der Meeresstraße und sind beliebte Tauchgewässer, wie um die Inseln Badian Island und Green Island. Teilweise sind sie geschützte Gebiete wie in Ginatilan.

## Wirtschaftliche Bedeutung
Die Tanon-Straße ist eine wichtige Meeresstraße für den Schiffsverkehr von Dumaguete City in die Region Western Visayas und auf die Insel Luzon. Sie hat eine große Bedeutung für die lokale Fischerei und auf einer Fläche von 2,9 km² wurden Aquakulturen errichtet. Der Tourismus beschränkt sich auf wenige Orte entlang der Küste, Boote für Walbeobachtungen können zum Beispiel in Bais City gemietet werden.